# كلورين
الكلورين مركب عضوي صيغته C20H16N4، وهو من رباعيات البيرول. يعد الكلورين ومشتقاته من المركبات ذات الصلة بمركبات البورفيرينات، فمركبات الكلورين مهدرجة جزئياً.
يشكل معقد الكلورين مع المغنسيوم الجزء الحامل للون في مركبات الكلوروفيل (اليخضور).
بسبب حساسيتها للضوء تستخدم مركبات الكلورين ضمن العوامل المساعدة في تجارب العلاج الضوئي الديناميكي.